# Mount Sir Wilfrid Laurier
Mount Sir Wilfrid Laurier je s nadmořskou výškou 3 516 metrů nejvyšší horou pohoří Cariboo Mountains. Leží ve středo-východní části Britské Kolumbie, na západě Kanady.
Hora je pojmenovaná po Wilfridu Laurierovi, kanadském předsedovi vlády na přelomu 19. a 20. století.